# Copa de Naciones del Golfo de 1976
La Copa de Naciones del Golfo de 1976 (en árabe: كأس الخليج العربي‎) fue la cuarta edición del torneo de fútbol a nivel de selecciones nacionales de las monarquías del Golfo y que contó con la participación de siete países de la región, uno más que en la edición anterior.
Kuwait venció en la final a Irak en Doha, Catar para ganar el título regional por cuarta ocasión consecutiva.

## Resultados

### Primera Ronda
| País           | J | G | E | P | GF | GC | GD  | Pts |
| -------------- | - | - | - | - | -- | -- | --- | --- |
| Kuwait         | 6 | 4 | 2 | 0 | 22 | 5  | +17 | 10  |
| Irak           | 6 | 4 | 2 | 0 | 21 | 4  | +17 | 10  |
| Catar          | 6 | 4 | 1 | 1 | 11 | 6  | +5  | 9   |
| Baréin         | 6 | 3 | 0 | 3 | 9  | 15 | -6  | 6   |
| Arabia Saudita | 6 | 2 | 0 | 4 | 8  | 14 | -6  | 4   |
| UAE            | 6 | 0 | 2 | 4 | 4  | 13 | -9  | 2   |
| Omán           | 6 | 0 | 1 | 5 | 3  | 21 | -18 | 1   |

| Equipo 1       | Resultado | Equipo 2       |
| -------------- | --------- | -------------- |
| Catar          | 1-0       | Arabia Saudita |
| Irak           | 4-0       | Omán           |
| Baréin         | 3-2       | UAE            |
| Catar          | 0-4       | Kuwait         |
| UAE            | 0-2       | Arabia Saudita |
| Irak           | 4-1       | Baréin         |
| Omán           | 0-8       | Kuwait         |
| Arabia Saudita | 1-7       | Irak           |
| Catar          | 3-1       | UAE            |
| Omán           | 0-1       | Baréin         |
| Irak           | 0-0       | Catar          |
| Kuwait         | 0-0       | UAE            |
| Catar          | 4-1       | Omán           |
| Kuwait         | 5-2       | Baréin         |
| UAE            | 0-4       | Irak           |
| Baréin         | 2-1       | Arabia Saudita |
| Irak           | 2-2       | Kuwait         |
| Catar          | 3-0       | Baréin         |
| UAE            | 1-1       | Omán           |
| Kuwait         | 3-1       | Arabia Saudita |
| Arabia Saudita | 3-1       | Omán           |

### Final
| Equipo 1 | Resultado | Equipo 2 |
| -------- | --------- | -------- |
| Kuwait   | 4-2       | Irak     |

## Campeón
| Copa de Naciones del Golfo 1976 |
| ------------------------------- |
| Bandera de Kuwait               |
| Kuwait 4º Título                |